# Andrew Dominik
Pour les articles homonymes, voir Dominik.
Andrew Dominik, né le 7 octobre 1967 à Wellington, est un réalisateur et scénariste australo-néo-zélandais.
Metteur en scène peu prolifique, ce dernier à l'instar du français Leos Carax ne sort un film que tous les dix ans environ. Ses films les plus célèbres sont le western  L'Assassinat de Jesse James par le lâche Robert Ford avec Brad Pitt et Casey Affleck (2007) et le semi-biopic controversé Blonde avec Ana de Armas dans le rôle titre (2022).  Il a également réalisé le film documentaire One More Time with Feeling (2016) et deux épisodes de la série Netflix Mindhunter en 2019.

## Biographie

### Enfance
À l'âge de 2 ans, Andrew Dominik et sa famille quittent la Nouvelle-Zélande et s'installent en Australie.
Il étudie à la Swinburne Film School de Melbourne dont il est diplômé en 1988.

### Carrière
Il débute tardivement sa carrière cinématographique avec la réalisation, en 2000, du film Chopper, bien accueilli par la critique, qui retrace la vie du célèbre criminel australien Mark Brandon Read (Chopper Read (en)), également auteur à succès, rappeur. Eric Bana tient le rôle vedette et ce film propulse sa carrière internationale.
Réalisateur peu prolifique, il faut attendre l'année 2007 pour la livraison de son deuxième film L'Assassinat de Jesse James par le lâche Robert Ford, un western dramatique et stylisé, avec Brad Pitt et Casey Affleck.
Il retrouve Brad Pitt en 2012 avec Cogan: Killing Them Softly, présenté en compétition au Festival de Cannes 2012.

## Filmographie

### Comme réalisateur et scénariste

#### Cinéma
- 2000 : Chopper

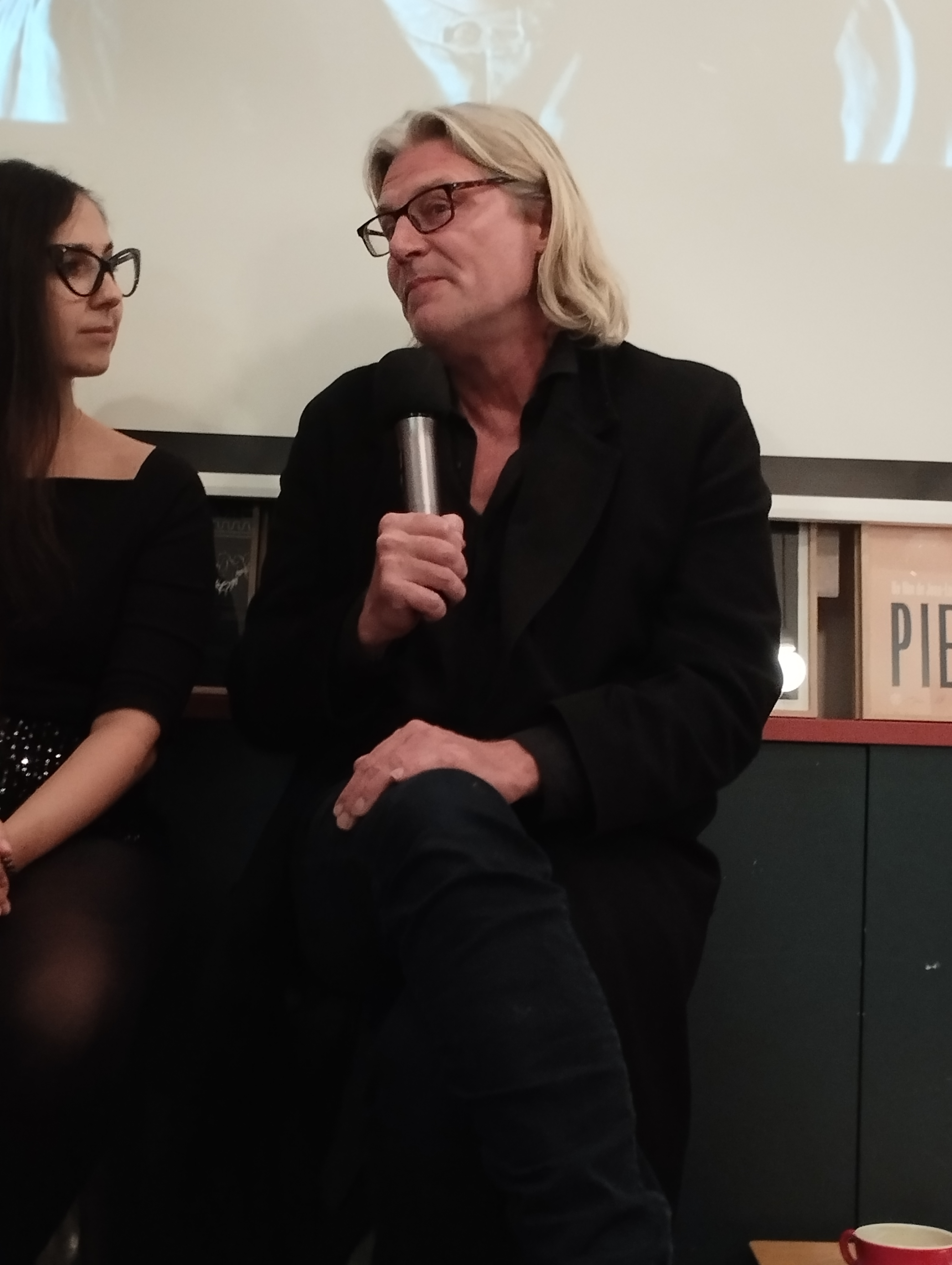
Andrew Dominik à la boutique Potemkine à Paris, le 25 novembre 2022.

- 2007 : L'Assassinat de Jesse James par le lâche Robert Ford (The Assassination of Jesse James by the Coward Robert Ford)
- 2012 : Cogan: Killing Them Softly (Killing them Softly)
- 2021 : This Much I Know To Be True, documentaire sur Nick Cave
- 2022 : Blonde

#### Court-métrage
- 2016 : One More Time With Feeling

## Distinctions

### Récompenses
- Australian Film Institute Awards 2000 : meilleur réalisateur pour Chopper
- Inside Film Awards 2000 : meilleur réalisateur pour un film indépendant pour Chopper
- Festival du film policier de Cognac 2000 : Grand Prix et prix de la critique pour Chopper
- Festival international du film de Stockholm 2014 : Prix du scénario pour Cogan: Killing Them Softly
- Razzie Awards 2023 : Pire film et pire scénario pour Blonde

### Nominations
- British Independent Film Awards 2000 : meilleur film étranger pour Chopper
- Film Critics Circle of Australia 2000 : meilleur réalisateur et meilleur scénario adapté pour Chopper
- Festival international du film de Stockholm 2014 : Prix du meilleur film pour Chopper
- Festival de Cannes 2014 : Palme d'or et prix du scénario pour Chopper
- Mostra de Venise 2007 : Lion d'or et Grand prix du jury pour L'Assassinat de Jesse James par le lâche Robert Ford[2]
- Grammy Awards 2018 : meilleur clip vidéo de format long pour One more time with feeling
- Mostra de Venise 2023 : Lion d'or, Lion d'argent et meilleur scénario pour Blonde[3]
- Razzie Awards 2023 : Pire réalisateur et pire suite-préquel ou dérivé pour Blonde

### Sélections

#### Festival de Cannes
- 2012 : Sélection officielle - Cogan: Killing Them Softly

#### Mostra de Venise
- 2007 : Sélection officielle - L'Assassinat de Jesse James par le lâche Robert Ford
- 2022 : Sélection officielle + film d'ouverture - Blonde

#### Festival du cinéma américain de Deauville
- 2022 : Sélection "hors-compétition" + film de clôture - Blonde